# Caleidociclu

Un caleidociclu înainte de a fi înfășurat într-un inel formează un lanț de 6 bisfenoizi conectați latură la latură

Un caleidociclu este un poliedru flexibil care conectează șase tetraedre (sau bisfenoizi tetragonali) pe laturi opuse într-o formă inelară. Dacă fețele bisfenoizilor sunt triunghiuri echilaterale, acesta poate fi construit dintr-o desfășurată care este o porțiune dintr-o pavare triunghiulară cu patru triunghiuri într-o direcție și un număr par în cealaltă direcție.
Caleidociclul are perechi degenerate de laturi care coincid în locurile de conectare, care funcționează ca balamale. Caleidociclul are o proprietate suplimentară că poate fi răsucit continuu în jurul unei axe inelare, prezentând 4 seturi de 6 fețe triunghiulare. Caleidociclul este invariant la răsucirile în jurul axei sale inelare cu {\displaystyle k\pi /2}, unde {\displaystyle k} este un număr întreg, prin urmare poate fi răsucit continuu.
Caleidociclurile pot fi construite dintr-o singură bucată de hârtie (cu dimensiunile {\displaystyle l\times 2l}) fără rupere sau lipire. Din cauza acestei proprietăți de răsucire continuă, ele sunt adesea date ca exemple de jucării simple origami. Caleidociclul este uneori numit „flexaedru” în analogie cu flexagonul plan, care are simetrie similară în cazul transformărilor prin flexare.

## Istoric
Wallace Walker a inventat cuvântul „caleidociclu” în anii 1950 din greacă καλός (bun), είδος (formă) și κύκλος (cerc).
În 1977 Doris Schattschneider și Wallace Walker au publicat o carte despre el folosind modelele lui M.C. Escher.

## Exemplu
Această animație demonstrează flexarea unui caleidociclu în jurul axei sale inelare. Cele patru seturi de 6 fețe triunghiulare sunt afișate în culori diferite (fiecare altă față din fiecare set de șase este afișată cu diferite luminozități pentru contrast).

## Variații
Se pot conecta pe laturi mai multe de 6 tetraedere, pot fi înlănțuite un număr par de tetraedre: 8, 10, 12 etc. Aceste modele vor avea un gol în centru, în funcție de proporțiile fețelor triunghiulare.

## În cultura populară
Forma a fost numită „flextangle” de către personajele din filmul științifico-fantastic din 2018 A Wrinkle in Time, care prezintă un model de hârtie cu fețele sale interioare decorate cu inimi și modele care devin ascunse atunci când acele fețe sunt îndoite. Jucăria de hârtie a sugerat cum spațiul și timpul ar putea fi pliate pentru a explica călătoriile magice ale poveștii. La începutul filmului jucăria este dăruită fiicei de tatăl ei, iar inimile sale arată cum dragostea poate fi „învăluită” și să fie în continuare acolo, chiar și după ce tatăl dispare misterios.